# 第43回グラミー賞
第43回グラミー賞（43rd Grammy Awards）は2001年2月21日にロサンゼルスのステイプルズ・センターで開催された。

## 概要
ベテランのU2が最優秀レコード賞など3部門、再結成したスティーリー・ダンが最優秀アルバム賞など3部門を受賞した。

## 主要部門受賞者
当節の記述のうち、特記していない項目の出典はである。

### 主要4部門
年間最優秀レコード賞
- "ビューティフル・デイ（Beautiful Day）" - U2（『オール・ザット・ユー・キャント・リーヴ・ビハインド（All That You Can't Leave Behind）』所収）

年間最優秀アルバム賞
- 『トゥー・アゲインスト・ネイチャー（Two Against Nature）』 - スティーリー・ダン

年間最優秀楽曲賞
- "ビューティフル・デイ（Beautiful Day）" - U2（『オール・ザット・ユー・キャント・リーヴ・ビハインド（All That You Can't Leave Behind）』所収）

最優秀新人賞
- シェルビィ・リン（英語版）
- ブラッド・ペイズリー
- パパ・ローチ
- ジル・スコット
- シスコ（英語版）

### ポップ
最優秀女性ポップ・ボーカル・パフォーマンス
- "I Try" - メイシー・グレイ（英語版）（『On How Life Is』所収）

最優秀男性ポップ・ボーカル・パフォーマンス
- "She Walks This Earth (Soberana Rosa)" - スティング（various artists『イヴァン・リンス・トリビュート（A Love Affair: The Music Of Ivan Lins）』所収）

最優秀ポップ・パフォーマンス（デュオもしくはグループ）
- "Cousin Dupree" - スティーリー・ダン（『トゥー・アゲインスト・ネイチャー（Two Against Nature）』所収）

最優秀ポップ・コラボレーション
- "Is You Is, Or Is You Ain't (My Baby)" - B.B.キング＆ドクター・ジョン

最優秀ポップ・インストゥルメンタル・パフォーマンス
- "Caravan" - ブライアン・セッツァー

最優秀ダンス録音
- "Who Let The Dogs Out" - バハ・メン

最優秀ポップ・ボーカル・アルバム
- 『トゥー・アゲインスト・ネイチャー（Two Against Nature）』 - スティーリー・ダン

最優秀ポップ・インストゥメンタル・アルバム
- 『シンフォニー・ナンバー・1（Symphony No. 1）』 - ジョー・ジャクソン

### トラディッショナル・ポップ
最優秀トラディッショナル・ポップ・ボーカル・アルバム
- 『ある愛の考察～青春の光と影（Both Sides, Now）』 - ジョニ・ミッチェル

### ロック
最優秀女性ロック・ボーカル・パフォーマンス
- "There Goes the Neighborhood" - シェリル・クロウ（『グローブ・セッションズ（The Globe Sessions）』所収）

最優秀男性ロック・ボーカル・パフォーマンス
- "Again" - レニー・クラヴィッツ（『グレイテスト・ヒッツ（Greatest Hits）』所収）

最優秀ロック・パフォーマンス（デュオもしくはグループ）
- "ビューティフル・デイ（Beautiful Day）" - U2（『オール・ザット・ユー・キャント・リーヴ・ビハインド（All That You Can't Leave Behind）』所収）

最優秀ハードロック・パフォーマンス
"Guerrilla Radio" - レイジ・アゲインスト・ザ・マシーン（『バトル・オブ・ロサンゼルス（The Battle Of Los Angeles）』所収）
最優秀メタル・パフォーマンス
- "Elite" - デフトーンズ（『ホワイト・ポニー（White Pony）』所収）

最優秀ロック・インストゥルメンタル・パフォーマンス
- "The Call Of Ktulu" - メタリカ（『ライド・ザ・ライトニング（Ride the Lightning）』所収）

最優秀ロック・ソング
- "With Arms Wide Open" - スコット・スタップ＆マーク・トレモンティ（英語版）（『ヒューマン・クレイ（Human Clay）』所収）

最優秀ロック・アルバム
- 『ゼア・イズ・ナッシング・レフト・トゥ・ルーズ（There Is Nothing Left to Lose）』 - フー・ファイターズ

### オルタナティヴ
最優秀オルタナティヴ・ミュージック・アルバム（改名）
- 『キッド A（Kid A）』 - レディオヘッド
- 『真実（When the Pawn...）』 – フィオナ・アップル
- 『ミッドナイト・ヴァルチャーズ（Midnite Vultures）』 – ベック
- 『ブラッド・フラワーズ（Bloodflowers）』 – ザ・キュアー
- 『リヴァプール・サウンド・コラージュ（Liverpool Sound Collage）』 – ポール・マッカートニー

### R&B
最優秀女性R&Bボーカル・パフォーマンス
- "He Wasn't Man Enough" - トニー・ブラクストン（『シークレッツ（Secrets）』所収）

最優秀男性R&Bボーカル・パフォーマンス
- "Untitled (How Does It Feel)" - ディアンジェロ（『VOODOO（Voodoo）』所収）

最優秀R&Bパフォーマンス（デュオもしくはグループ）
- "セイ・マイ・ネーム（Say My Name）" - デスティニーズ・チャイルド（『The Writing's on the Wall』所収）

最優秀R&Bソング
- "Say My Name" - デスティニーズ・チャイルド（『The Writing's on the Wall』所収）

最優秀R&Bアルバム
- 『VOODOO（Voodoo）』 - ディアンジェロ

最優秀トラディッショナルR&Bボーカル・アルバム
- 『Ear-Resistible』 - テンプテーションズ

### ラップ
最優秀ラップ・ソロ・パフォーマンス
- "The Real Slim Shady" - エミネム（『ザ・マーシャル・マザーズ・LP（The Marshall Mathers LP）』所収）

最優秀ラップ・パフォーマンス（デュオもしくはグループ）
- "Forgot About Dre" - ドクター・ドレー featuring エミネム（『2001』所収）

最優秀ラップ・アルバム
- 『ザ・マーシャル・マザーズ・LP（The Marshall Mathers LP）』 - エミネム

### カントリー
最優秀女性カントリー・ボーカル・パフォーマンス
- "ブリーズ（Breathe）" - フェイス・ヒル（『ブリーズ（Breathe）』所収）

最優秀男性カントリー・ボーカル・パフォーマンス
- "Solitary Man" - ジョニー・キャッシュ

最優秀カントリー・パフォーマンス（デュオもしくはグループ）
- "Cherokee Maiden" - アスリープ・アット・ザ・ホイール

最優秀カントリー・コラボレーション
- "Let's Make Love" - フェイス・ヒル＆ティム・マッグロウ

最優秀カントリー・インストゥルメンタル・パフォーマンス
- "Leaving Cottondale" - アリソン・ブラウン＆ベラ・フラック

最優秀カントリー・ソング
- "I Hope You Dance" - マーク・D・サンダース（英語版）＆ティア・シラーズ（英語版）

最優秀カントリー・アルバム
- 『ブリーズ（Breathe）』 - フェイス・ヒル

最優秀ブルーグラス・アルバム
- 『The Grass Is Blue』 - ドリー・パートン

### ニューエイジ
最優秀ニューエイジ・アルバム
- 『シンキング・オブ・ユー（Thinking of You）』 - 喜多郎

### ジャズ
最優秀ジャズ・インストゥメンタル（ソロ）
- "(Go) Get It" - パット・メセニー（パット・メセニー・ユニティ・グループ『ユニティ・セッションズ（The Unity Sessions）』所収）

最優秀ジャズ・インストゥメンタル・アルバム（個人もしくはグループ）
- 『コンテンポラリー・ジャズ（Contemporary Jazz）』 - ブランフォード・マルサリス・カルテット

最優秀ラージ・ジャズ・アンサンブル・アルバム
- 『52nd Street Themes』 - ジョー・ロヴァーノ

最優秀ジャズ・ボーカル・アルバム
- 『イン・ザ・モーメント-ライヴ・イン・コンサート（In The Moment - Live In Concert）』 - ダイアン・リーヴス

最優秀コンテンポラリー・ジャズ・アルバム
- 『アウトバウンド（Outbound）』 - ベラ・フレック＆フレックトーンズ（英語版）

最優秀ラテン・ジャズ・アルバム（改名）
- 『ライヴ・アット・ザ・ヴィレッジ・ヴァンガード（Live at the Village Vanguard）』 - チューチョ・バルデース

### ゴスペル
最優秀ポップ／コンテンポラリー・ゴスペル・アルバム
- Jars of Clay『If I Left the Zoo』 - Dennis Herring（プロデューサー兼エンジニア／ミキサー）。Rich Hasal（エンジニア／ミキサー）。

最優秀ロック・ゴスペル・アルバム
- Petra『Double Take』 -  Dino Elefante、ジョン・エレファンテ（プロデューサー）。David Hall、J.R. McNeely（エンジニア／ミキサー）。

最優秀トラディショナル・ソウル・ゴスペル・アルバム
- Shirley Caesar『You Can Make It』 - ババ・スミス、Michael E. Mathis、Shirley Caesar（プロデューサー）

最優秀コンテンポラリー・ソウル・ゴスペル・アルバム
- メアリー・メアリー『Thankful』 - Warryn "Baby Dubb" Campbell（プロデューサー）

最優秀サザン、カントリーもしくはブルーグラス・ゴスペル
- ケンタッキー・サンダー『Soldier of the Cross』 - リッキー・スキャッグス（プロデューサー）。Brent King、Alan Shulman（エンジニア）。

最優秀ゴスペル・クワイアもしくはコーラス・アルバム
- The Brooklyn Tabernacle Choir『Live - God Is Working』 -  Carol Cymbala、Oliver Wells（プロデューサー）

### ラテン
最優秀ラテン・ポップ・アルバム
- 『Shakira - MTV Unplugged』 - シャキーラ

最優秀トロピカル・ラテン・ポップ・アルバム
- 『アルマ・カリベーニャ〜カリビアン・ソウル（Alma Caribena）』 - グロリア・エステファン

最優秀メキシカン／メキシカン－アメリカン・アルバム
- 『Por Una Mujer Bonita』 - ペペ・アギラール（英語版）

最優秀ラテン・ロック／オルタナティヴ・アルバム
- 『Uno』 - La Ley（英語版）

最優秀テハーノ・アルバム
- 『¿Qué Es Música Tejana?』 - The Legends

最優秀サルサ・アルバム
- 『Masterpiece/Obra Maestra』 - エディ・パルミエリ＆ティト・プエンテ

最優秀メレンゲ・アルバム
- 『Olga Viva, Viva Olga』 - オルガ・タニョン（英語版）

### ブルース
最優秀トラディショナル・ブルース・アルバム
- 『ライディング・ウィズ・ザ・キング（Riding with the King）』 - B.B.キング＆エリック・クラプトン

最優秀コンテンポラリー・ブルース・アルバム
- 『Shoutin' In Key』 - The Phantom Blues Band

### フォーク
最優秀トラディショナル・フォーク・アルバム
- 『Public Domain - Songs from the Wild Land』 -  Mark Linett（エンジニア）。Dave Alvin（プロデューサー、アーティスト）。

最優秀コンテンポラリー・フォーク・アルバム
- 『Red Dirt Girl』 - Malcolm Burn（エンジニア、プロデューサー）。Jim Watts（エンジニア）。エミルー・ハリス

最優秀ネイティブ・アメリカン・ミュージック・アルバム（新設）
- 『Gathering of Nations Pow Wow』 - Tom Bee（プロデューサー）。Douglas Spotted Eagle（プロデューサー、エンジニア、ミキサー）。performed by Various Artists。

### レゲエ
最優秀レゲエ・アルバム
- 『アート・アンド・ライフ（Art and Life）』 - ビーニ・マン

### ポルカ
最優秀ポルカ・アルバム
- 『Touched by a Polka』 - ジミー・スター

### ワールドミュージック
最優秀ワールドミュージック・アルバム
- 『ジョアン 声とギター（João Voz e Violão）』 - ジョアン・ジルベルト

### チルドレンズ
最優秀ミュージカル・アルバム（子供向け）
- ライダーズ・イン・ザ・スカイ（英語版） Featuring Devon Dawson as Jessie the Yodeling Cowgirl『Woody's Roundup: A Rootin' Tootin' Collection of Woody's Favorite Songs』 - Joseph Miskulin （エンジニア／ミキサー）。Dan Rudin、Brent Truitt（エンジニア／ミキサー）。

最優秀スポークン・ワード・アルバム（子供向け）
- Jim Dale『Harry Potter and the Goblet of Fire』 - David Rapkin（プロデューサー）

### スポークン
最優秀 スポークン・ワード・アルバム
- シドニー・ポワチエ 『The Measure of a Man』 -  Rick Harris、John Runnette（プロデューサー）

最優秀スポークン・コメディ・アルバム
- ジョージ・カーリン『Brain Droppings』 - John Runnette（プロデューサー）

### 映画、テレビもしくは他のビジュアルメディア向け
最優秀コンピレーション・サウンドトラック（映画、テレビもしくは他のビジュアルメディア向け）（改名）
- Various Artists『Almost Famous』 - Cameron Crowe、Danny Bramson（コンピレーション・プロデューサー）

最優秀スコア・サウンドトラック（映画、テレビもしくは他のビジュアルメディア向け）（改名、統合）
- 『American Beauty: Original Motion Picture Score』 - Bill Bernstein、トーマス・ニューマン（プロデューサー）。Dennis Sands、トーマス・ニューマン（エンジニア）。トーマス・ニューマン（作曲者）。

最優秀楽曲（映画、テレビもしくは他のビジュアルメディア向け）
- サラ・マクラクラン "When She Loved Me" - ランディ・ニューマン（ソングライター）（『トイ・ストーリー2（Toy Story 2）』より）

### 作曲・編曲
最優秀インストゥルメンタル作曲
- "Theme From Angela's Ashes" - ジョン・ウィリアムス（作曲者）（『アンジェラの灰：オリジナル・サウンドトラック（Angela's Ashes: Music from the Motion Picture）』所収）

最優秀インストゥルメンタル編曲
- "Spain for Sextet and Orchestra" - チック・コリア（編曲者）（『コンチェルト（Corea.concerto）』所収）

最優秀インストゥルメンタル編曲（ボーカリストあり）
- ジョニ・ミッチェル "Both Sides Now" - ヴィンス・メンドーザ（編曲者）（『ある愛の考察～青春の光と影（Both Sides Now）』所収）

### パッケージングおよびノーツ
最優秀ボックスド録音パッケージ
- マイルス・デイヴィス＆ジョン・コルトレーン『Miles Davis and John Coltrane: The Complete Columbia Recordings 1955-1961』 - Arnold Levine、Frank Harkins（アート・ディレクター）

最優秀アルバム・ノーツ
- マイルス・デイヴィス＆ジョン・コルトレーン『Miles Davis and John Coltrane: The Complete Columbia Recordings 1955-1961』 - Bob Blumenthal（アルバム・ノーツ・ライター）

### ヒストリカル
最優秀ヒストリカル・アルバム
- ルイ・アームストロング『Louis Armstrong: The Complete Hot Five and Hot Seven Recordings』 - Steve Berkowitz、Seth Rothstein（プロデューサー）。Phil Schaap（プロデューサー兼エンジニア）。Michael Brooks、Seth Foster、Andreas Meyer、Woody Pornpitaksuk、Ken Robertson、Tom Ruff、Mark Wilder（エンジニア）。

### 制作・エンジニアリング
最優秀エンジニアド録音（非クラシカル）
- スティーリー・ダン『トゥー・アゲインスト・ネイチャー（Two Against Nature）』 - Dave Russell、エリオット・シャイナー（英語版）、Phil Burnett、Roger Nichols（エンジニア）

最優秀エンジニアド録音（クラシカル）
- ニュージャージー交響楽団『ドヴォルザーク：レクイエム 変ロ短調 作品89（Requiem, Op. 89）；交響曲第9番 ホ短調 作品95『新世界より』（Sym. No. 9, Op. 95 "From the New World"）』 - ジョン・M. アーグル（英語版）（エンジニア）

プロデューサー・オブ・ザ・イヤー（非クラシカル）
- ドクター・ドレー

プロデューサー・オブ・ザ・イヤー（クラシカル）
- スティーヴン・エプスタイン（英語版）

リミキサー・オブ・ザ・イヤー（非クラシカル）
- ヘックス・ヘクター

### ミュージック・ビデオ
最優秀ミュージック・ビデオ（短編）
- フー・ファイターズ "Learn to Fly" - Jesse Peretz（ビデオ・ディレクター）。Tina Nakane（ビデオ・プロデューサー）。

最優秀ミュージック・ビデオ（長編）
- ジョン・レノン『ギミ・サム・トゥルース：ザ・メイキング・オブ・ジョン・レノンズ“イマジン”アルバム（Gimme Some Truth - The Making of John Lennon's Imagine Album）』 - Andrew Solt（ビデオ・ディレクター、ビデオ・プロデューサー）。Greg Vines、Leslie Tong、オノ・ヨーコ（ビデオ・プロデューサー）。

### 特別賞
ミュージケアーズ・パーソン・オブ・ザ・イヤー
- ポール・サイモン[2]

生涯業績賞
- ザ・ビーチ・ボーイズ
- トニー・ベネット
- サミー・デイヴィスJr.
- ボブ・マーリー
- ザ・フー